# Cameron (månekrater)
 For alternative betydninger, se Cameron. (Se også artikler, som begynder med Cameron)
Cameron er et lille nedslagskrater på Månen. Det befinder sig på Månens forside og er opkaldt efter den amerikanske astronom Robert C. Cameron (1925 – 1972).
Navnet blev officielt tildelt af den Internationale Astronomiske Union (IAU) i 1973. 

## Omgivelser
Cameronkrateret ligger over den nordvestlige rand af Taruntiuskrateret. 

## Karakteristika
Krateret er cirkulært og skålformet unden særlige kendetegn i dets landskabstræk.

## Måneatlas
- Billeder af Cameronkrateret i LPI-måneatlasset